# Phrurolithus parcus
Phrurolithus parcus är en spindelart som först beskrevs av Nicholas Marcellus Hentz 1847.  Phrurolithus parcus ingår i släktet Phrurolithus och familjen flinkspindlar. Inga underarter finns listade i Catalogue of Life.